# 나각
나각(螺角) 또는 나(螺)는 한국의 전통 관악기다. 입술을 마우스피스에 대고 떨어서 소리를 내기 때문에 금관악기로 분류한다. 팔음(八音) 중 토부에 속한다. 이 악기는 궁중 음악이나 군악에 사용되었다. '뿌우'하는 낮고 중후한 소리가 난다. 한반도에서는 삼국시대부터 그림과 문헌에 보이며, 군대음악이나 신호, 불교의례, 농악 등에 사용되었다. 가장 오래된 기록은 고려시대 의종때  각종 위장(衛仗)이나 노부(鹵簿)의 수레 뒤에 따르던 취라군(吹螺軍)이 나각을 불었다는 것이다.
나각은 소라 껍데기로 만들었다. 우선 큰 소라를 구해 살을 빼내고, 껍데기의 꼭지 부분에 구멍을 내어 나발과 같이 불어 입술의 진동으로 소리를 낸다. 음높이는 소라의 크기에 따라 다르다. 고동, 나(螺), 발라(??) 등 매우 다양한 이름으로 부르며, 특히 불교의식에 쓰일 때는 법라(法螺)라고 한다. 노리개나 천을 이용해 장식하기도 한다.

## 관련 논문
- 김성혜, 〈나각(螺角)이란 악기명의 재고(再考)〉, 《음악과 현실》 63, 민족음악학회, 2022년: 연구자는 이 논문에서 그 동안 써 왔던 나각을 여러 근거를 들며 나(螺)로 바꿀 것을 주장한다.

## 같이 보기
- 한국 전통 악기

## 참고 자료
- 한국의 악기  국립국악원